# Cheumatopsyche wulaiana
Cheumatopsyche wulaiana är en nattsländeart som först beskrevs av Kobayashi 1987.  Cheumatopsyche wulaiana ingår i släktet Cheumatopsyche och familjen ryssjenattsländor. Inga underarter finns listade i Catalogue of Life.